# Formato della data per stato
Questa pagina fornisce una panoramica del formato della data per Stati, secondo il calendario gregoriano.

## Legenda
Tutti gli esempi usano la data odierna – eccetto quando ci si riferisce ad un giorno a cifra singola: in tal caso è utilizzata la data 1º gennaio
Componenti di base di un formato della data nei sistemi di calendari più comuni:
A – Anno
M – Mese
G – Giorno
Ordine delle componenti di base:
B – Big-endian (anno, mese, giorno), p.es. 2025-03-03
L – Little-endian (giorno, mese, anno), p.es. 03.03.25 o 03/03/25 o "3 marzo 2025"
M – Middle-endian (mese, giorno, anno), p.es. 03/03/25 o "marzo 3, 2025"
Formati specifici per le componenti di base
aa – Anno a due cifre, p.es. 25
aaaa – Anno a quattro cifre, p.es. 2025
m – Mese a una cifra per i mesi sotto a 10, p.es. 1
mm – Mese a due cifre, p.es. 01
mmm – Abbreviazione di mese a tre lettere, p.es. mar
mmmm – Mese scritto per intero, p.es. marzo
g – Giorno a una cifra per i giorni sotto 10, p.es. 1
gg – Giorno a due cifre, p.es. 01
Separatori delle componenti
"/" – Barra
"." – Punti
"-" – Tratti
" " – Spazi

## Mappa

I colori per una forma endiana sono i colori base del CMYK modello: giallo = Big-endian; ciano = Little-endian; magenta = Middle-endian.

|  | Stili endiani | Stili dell'ordine | Principali regioni e Paesi | ~popolazione (mil.) |
|  | ------------- | ----------------- | --- | ------------------- |
|  | L             | GMA               | Asia (Centrale, Sud-Est, Occidentale), Australia (24), maggior parte dell'Europa (ca. 800), maggior parte dell'America Latina (370), Nord Africa; India (1240), Indonesia (250), Brasile (200), Nigeria (170), Bangladesh (150), Russia (140), Arabia Saudita (30) | 3420                |
|  | B             | AMG               | Cina (1360), Corea (Corea del Nord e Corea del Sud (75), Taiwan (20), Ungheria (10), Iran (80), Giappone (130), Lituania, Mongolia. Altri Paesi legati a ISO 8601.                                                                                                 | 1660                |
|  |               |                   | |                     |
|  | L, M          | GMA, MGA          | Stati Uniti d'America (320), Belize | 130                 |
|  | B, L          | AMG, GMA          | Danimarca, Hong Kong, Svezia, Sudafrica, Nepal (50), Polonia | 110                 |
|  | B, L, M       | AMG, GMA, MGA     | Canada (40) | 40                  |
|  | B, M          | AMG, MGA          | Filippine (100), | 0                   |